# Lagartos (Espanha)
Lagartos é um município da Espanha na província de Palência, comunidade autónoma de Castela e Leão, de área 43,50 km² com população de 147 habitantes (2004) e densidade populacional de 3,38 hab/km².

## Demografia
| Variação demográfica do município entre 1991 e 2004 | Variação demográfica do município entre 1991 e 2004 | Variação demográfica do município entre 1991 e 2004 | Variação demográfica do município entre 1991 e 2004 |
| --------------------------------------------------- | --------------------------------------------------- | --------------------------------------------------- | --------------------------------------------------- |
| 1991                                                | 1996                                                | 2001                                                | 2004                                                |
| 207                                                 | 178                                                 | 166                                                 | 147                                                 |